# Pleuridium holdridgei
Pleuridium holdridgei är en bladmossart som beskrevs av H. Crum och Steere 1958. Pleuridium holdridgei ingår i släktet sylmossor, och familjen Ditrichaceae. Inga underarter finns listade i Catalogue of Life.